# Manuel Friedrich
Manuel Friedrich (13 de septiembre de 1979; Bad Kreuznach) es un exfutbolista alemán que jugaba como defensa.
Su debut como jugador internacional se produjo el 16 de agosto de 2006 en un partido contra Suecia.

## Selección nacional
Ha sido internacional con la selección de fútbol de Alemania, ha jugado 9 partidos internacionales y ha anotado 1 gol.

## Clubes
| Club              | País     | Año       |
| ----------------- | -------- | --------- |
| Mainz 05          | Alemania | 1999-2002 |
| Werder Bremen     | Alemania | 2002-2004 |
| Mainz 05          | Alemania | 2004-2007 |
| Bayer Leverkusen  | Alemania | 2007-2013 |
| Borussia Dortmund | Alemania | 2013-2014 |
| Mumbai City       | India    | 2014      |

## Palmarés

### Campeonatos nacionales
| Título     | Club          | País     | Año  |
| ---------- | ------------- | -------- | ---- |
| Bundesliga | Werder Bremen | Alemania | 2004 |